# Louise Élisabeth d’Orléans

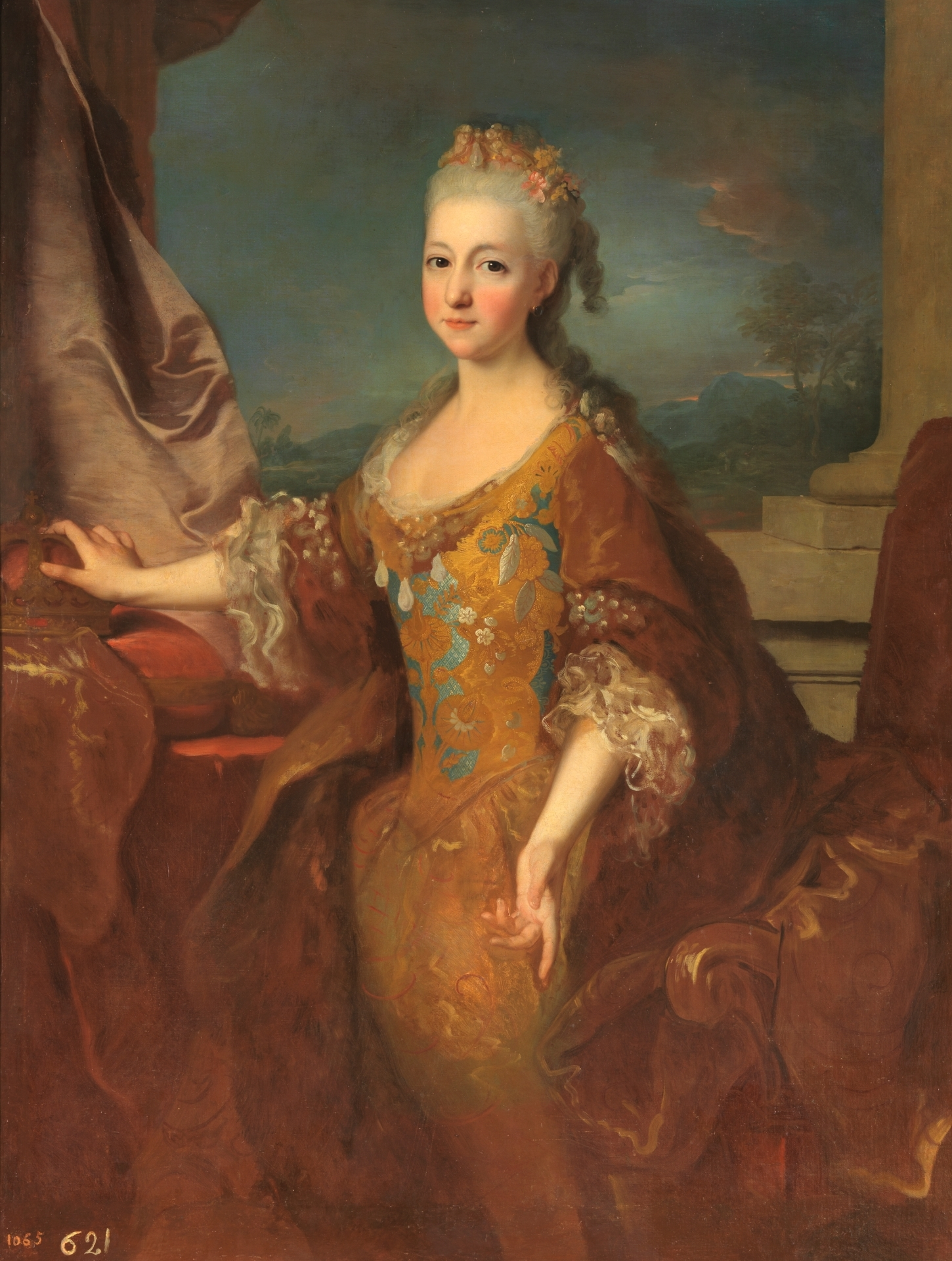
Louise Élisabeth d’Orléans, Gemälde von Jean Ranc

Louise Élisabeth d’Orléans (spanisch Luisa Isabel de Orleans, * 11. Dezember 1709 in Versailles; † 16. Juni 1742 im Palais du Luxembourg in Paris), auch Mademoiselle de Montpensier genannt, war ein Mitglied der französischen Königsfamilie aus dem Haus Orléans. Durch ihre Heirat war sie kurze Zeit Königin von Spanien.

## Herkunft und politische Machtkämpfe
Louise Elisabeth war die Tochter von Herzog Philipp II. von Orléans und der Françoise Marie de Bourbon-Blois, einer legitimierten unehelichen Tochter Ludwigs XIV. von Frankreich.
Da sie als eine von sechs Töchtern des Herzogs kaum auf eine gute Partie bezüglich einer Heirat hoffen konnte und daher politisch bedeutungslos war, schenkte man ihr wenig Beachtung und vernachlässigte ihre Erziehung. Über ihre Frechheiten und Unarten ließ sich ihre Großmutter Liselotte von der Pfalz in Briefen häufig aus. Es existierten Pläne, sie nach Italien oder ins Deutsche Reich zu verheiraten.
Im Jahre 1718 brach der Krieg der Quadrupelallianz aus, eine Fortsetzung des Spanischen Erbfolgekriegs und gegen die expansiven Ansprüche Spaniens geführter Krieg einer Staatenallianz (darunter auch das ebenfalls bourbonische Frankreich) zur Erhalt der Machtbalance und Klärung strittiger territorialpolitischer Fragen in Europa.

## Kinderhochzeit als Friedensgarant
Aufgrund der sich häufenden Niederlagen und des diplomatischen Drucks lenkte der spanische König Philipp V. 1720 ein und schloss den Vertrag von Den Haag. Die nun wiederhergestellten Beziehungen zu Frankreich sollten auch durch Heirat besiegelt werden. Da der noch minderjährige französische König Ludwig XV. noch keine für ein solches Vorhaben zur Verfügung stehenden Prinzessinnen zeugen konnte, griff der damalige Regent, der Herzog von Orléans, auf seine Linie des Hauses Bourbon zurück und verheiratete seine älteste ledige Tochter, die zwölfjährige Louise Elisabeth, mit dem vierzehnjährigen spanischen Thronfolger Ludwig, Prinz von Asturien. Im Gegenzug sollte der noch unmündige französische König Infantin Maria Anna von Spanien heiraten. Die letztere Ehe kam jedoch nie zustande, da sich nach dem Tod des spanischen Thronfolgers die Pläne änderten und man die junge Prinzessin nach Spanien zurückschickte, wo sie mit König Joseph I. von Portugal liiert wurde.
Louise Elisabeth musste 1721 den französischen Hof verlassen und traf in Madrid ein. Der ihr bereitete Empfang war eher kühl, da sich alle der rein politischen Natur ihrer Anwesenheit bewusst waren. Besonders Königin Elisabetta Farnese, die durch ihre Forderungen eine der wesentlichen Wurzeln für den Quadrupelallianz-Krieg gelegt hatte, verachtete die Prinzessin – sie ließ auch den gesamten Alltag von Louise Elisabeth ausspionieren und überwachen, aus Angst, sie könnte Agententätigkeit für ihren Vater Philipp von Orléans entwickeln.
Die Heirat mit Ludwig von Spanien fand jedoch unbeschadet am 20. Januar 1722 in Lerma statt.
Die der Kronprinzessin entgegengebrachte Abneigung führte im Lauf der Zeit immer mehr zu Fehlbetragen und Zuwiderhandlungen gegen das strenge Spanische Hofzeremoniell ihrerseits.

## Königin von Spanien für sieben Monate
Am 15. Januar 1724 dankte König Philipp V. ab und dessen Sohn Ludwig bestieg den spanischen Thron, wodurch Louise Elisabeth mit 14 Jahren zur Königin wurde. Ludwigs Regentschaft währte jedoch nur sieben Monate, danach starb er an Pocken, ohne mit Louise Elisabeth je Kinder gezeugt zu haben und Philipp V. übernahm erneut die Krone. Die jugendliche Witwe, nun völlig ohne Nutzen für den spanischen Hof und die königliche Familie, verlor jegliche Unterstützung und wurde total isoliert. Als im April 1725 Infantin Maria Anna, die ehemalige Verlobte Ludwigs XV., aus Frankreich nach Spanien heimgeschickt wurde, gestattete man auch Louise Elisabeth, im Gegenzug diskret nach Frankreich zurückreisen, wo sie im Palais du Luxembourg wohnte und siebzehn Jahre später vereinsamt und vergessen starb. Sie wurde in der Pariser Kirche St-Sulpice de Paris in der Krypta beigesetzt, wo auch ihr Halbbruder Louis Charles de Saint-Albin ruht. Gemäß ihrem eigenen Wunsch wurde kein Grabmal errichtet und die Stelle ihres Grabes auch nicht gekennzeichnet.